# Lenguas senagi
Las lengua senagi son una pequeña familia lingüística de lenguas papúes de la clasificación de Malcolm Ross, que previamente Stephen Wurm había considerado parte de las lenguas trans-neoguineanas.

## Clasificación
Las lenguas senagi incluyen sólo dos lenguas:
Angor (Anggor) y Dera (Dla, Menggwa)
No se ha demostrado fehacientemente un parentesco con otras lenguas, aunque parece que la relación más probable sería con las lenguas del Sepik y las lenguas de los montes Torricelli. El pronombre de primera persona singular reconstruido como *wan coincide tanto en proto-senagi como en proto-Sepik, mientras que las formas de dual y plural masculino del angor que son sufijos -fa y -mu parecen reflejar formas cognadas a los sufijos *-p y *-m. del proto-Sepik y el proto-Torricelli.

## Descripción lingüística
El angor es una lengua que distingue género gramatical tanto en la segunda como en la tercera persona, tanto en dual y plural (aunque no en singular), lo cual lo convierte en una lengua tipológicamente inusual. Se tienen datos insuficientes sobre el dera y si desconoce si también comparte esta característica.

### Comparación léxica
Los numerales en diferentes lenguas senagi:
| GLOSA | Anggor                    | Menggwa Dla | PROTO- SENAGI |
| ----- | ------------------------- | ----------- | ------------- |
| '1'   | mamɨ                      | mamo        | *mamʊ         |
| '2'   | yimbu                     | imbu        | *imbu         |
| '3'   | ŋgɨmɨ                     | imbumamo    | *imbu-mamʊ    |
| '4'   | yimbuyimbu                | barala      |               |
| '5'   | hondɨ                     | hwila       |               |
| '6'   | hondɨrasi amberamɨdembü   | laria       |               |
| '7'   | waranduhu amberamɨdembü   | wala-tapa   |               |
| '8'   |                           | wala-lu     |               |
| '9'   | tɨtɨ amberamɨdembü        | wala-daki   |               |
| '10'  | ŋgopoa tɨtɨ amberamɨdembü | wala-buha   |               |